# Антоновка (Компанеевская поселковая община)
Анто́новка (укр. Антонівка) — село в Компанеевской поселковой общине Кропивницкого района Кировоградской области Украины.
До 2020 года входило в Компанеевский район
Население по переписи 2001 года составляло 97 человек. Почтовый индекс — 28441. Телефонный код — 5240. Код КОАТУУ — 3522881503.